# 国民議会 (パキスタン)
国民議会（こくみんぎかい、英語: National Assembly, ウルドゥー語: قومی اسمبلئ پاکستان）は、パキスタン・イスラム共和国の議会（下院）。元老院（英語Senate）とともに両院制を構成する。

## 概要
- 設置年：1956年（当初は一院制議会で、1973年に両院制に移行した）
- 任期：5年（解散あり）
- 定数：336
- 選挙制度：単純小選挙区制。ただし、60人は女性議員、10人は非ムスリム議員に割り当てられる。

## 直近の選挙結果
2024年2月8日施行。当時与党だったパキスタン正義運動 (PTI) は、選挙法で義務づけられた党首や幹部を選出するための党内選挙を実施していなかったため、選挙管理委員会から参加を認められず、党関係者はそれぞれ無所属で立候補した。
|  |                                                |        |  |
|  | 政党名                                         | 議席数 |  |
|  | パキスタン・ムスリム連盟ナワーズ・シャリーフ派 | 98     |  |
|  | パキスタン正義運動系無所属                     | 93     |  |
|  | パキスタン人民党                               | 68     |  |
|  | 統一民族運動パキスタン派                       | 22     |  |
|  | イスラーム・ウラマー党ファズルルラフマーン派   | 5      |  |
|  | パキスタン安定党                               | 4      |  |
|  | パキスタン・ムスリム連盟カーイデ・アーザム派   | 4      |  |
|  | バローチスターン国民党                         | 2      |  |
|  | バローチスターン・アワーミー党                 | 1      |  |
|  | ムスリム統一会議                               | 1      |  |
|  | 国民党                                         | 1      |  |
|  | パキスタン・ムスリム連盟ジア派                 | 1      |  |
|  | パシュトゥンクワ・ミリ・アワーミー党           | 1      |  |
|  | パシュトゥンクワ国民アワーミー党               | 1      |  |
|  | 無所属                                         | 8      |  |
|  | 欠員                                           | 26     |  |

- 出典：パキスタン選挙管理委員会 (ECP)